# Горбачево (Вологодская область)
Горбачево — деревня в Великоустюгском районе Вологодской области.
Входит в состав Верхнешарденгского сельского поселения, с точки зрения административно-территориального деления — в Верхнешарденгский сельсовет.
Расстояние по автодороге до районного центра Великого Устюга — 46 км, до центра муниципального образования Верхней Шарденьги — 0,5 км. Ближайшие населённые пункты — Жуково, Верхняя Шарденьга, Мурдинская, Слободчиково, Антипово.
По переписи 2002 года население — 190 человек (98 мужчин, 92 женщины). Преобладающая национальность — русские (97 %).

## Мусорный полигон
Рядом с деревней планируется мусорный полигон, 65 га. Жители деревни неоднократно выходили против строительства полигона, а также отрицательно отзывались на общественных слушаниях.